# Giao thông đường sắt ở Ấn Độ

Bản đồ cho thấy mạng lưới đường sắt Ấn Độ và thời gian chạy giữa các nhà ga lớn

Vận tải đường sắt là phương thức giao thông vận tải đường dài được sử dụng phổ biến nhất ở Ấn Độ. Đường sắt phần lớn được một công ty quốc doanh vận hành, đó là công ty Indian Railways. Mạng lưới đường sắt chạy dọc theo chiều dài và chiều ngang của Ấn Độ, có tổng chiều dài lên đến 63.140 km. Đây là một trong những mạng lưới đường sắt lớn và bận rộn nhất trên thế giới, vận chuyển hơn 5 tỷ lượt khách và hơn 350 triệu tấn hàng hóa mỗi năm. Hoạt động của mạng lưới đường sắt này bao phủ khắp 25 bang và 3 lãnh thổ liên hiệp và cũng kết nối với các nước láng giềng như Nepal, Bangladesh và Pakistan.
Đường sắt đã được du nhập vào Ấn Độ năm 1853, và đến thời điểm Ấn Độ giành được độc lập vào năm 1947, quốc gia này đã có 44 hệ thống đường sắt. Năm 1951 các hệ thống này đã được quốc hữu hóa vào một đơn vị—Indian Railways—để tạo thành một trong những mạng lưới lớn nhất thế giới. Các đầu máy xe lửa được chế tạo tại nhiều địa điểm ở Ấn Độ đã được gán mã xác định khổ đường ray, loại năng lượng, công suất và kiểu vận hành. Đèn tín hiệu màu được sử dụng làm đèn báo hiệu nhưng nhiều vùng xa xôi vẫn dùng các tính hiệu bằng cờ và tín hiệu dựa trên đĩa (discs-based) vẫn đang được sử dụng. Chất lượng chỗ ngồi trên tàu đa dạng từ hạng thường cho đến hạng sang. Các chuyến tàu được xác định chính thức bằng mã bốn chữ số, dù nhiều chuyến thường được biết đến bằng các tên độc đáo. Hệ thống bán vé đã được vi tính hóa đến mức độ lớn và có các loại vé được đặt trước hay không đặt trước.

## Lịch sử

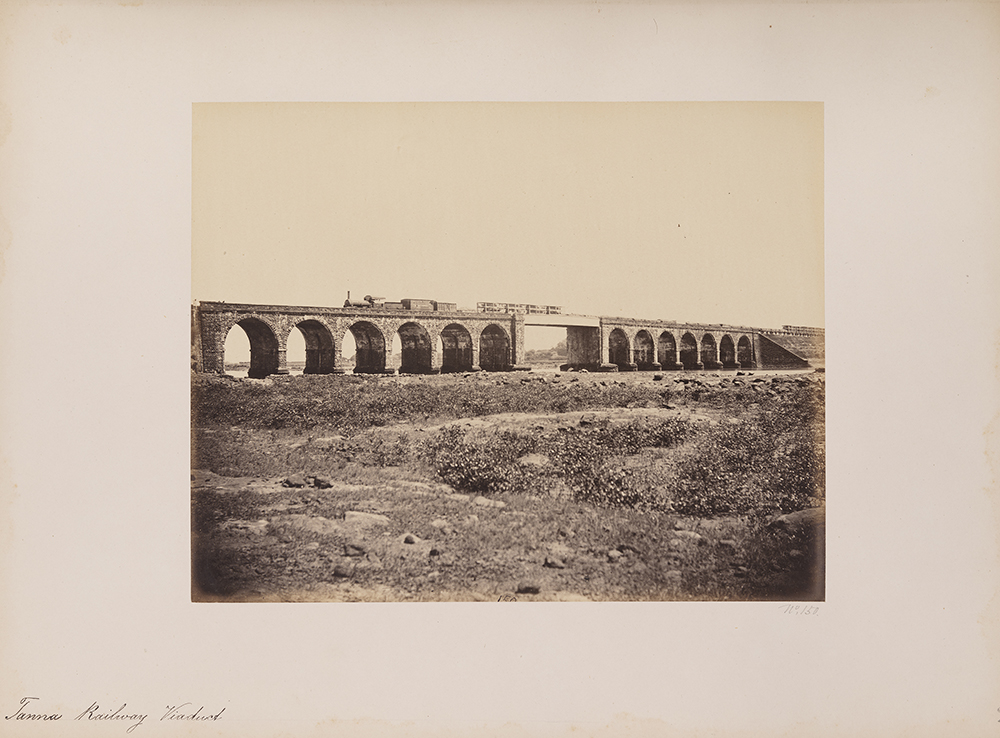
Một hình ảnh về chuyến tàu của Ấn Độ chạy qua cầu cạn Thane dài hơn vào năm 1855.

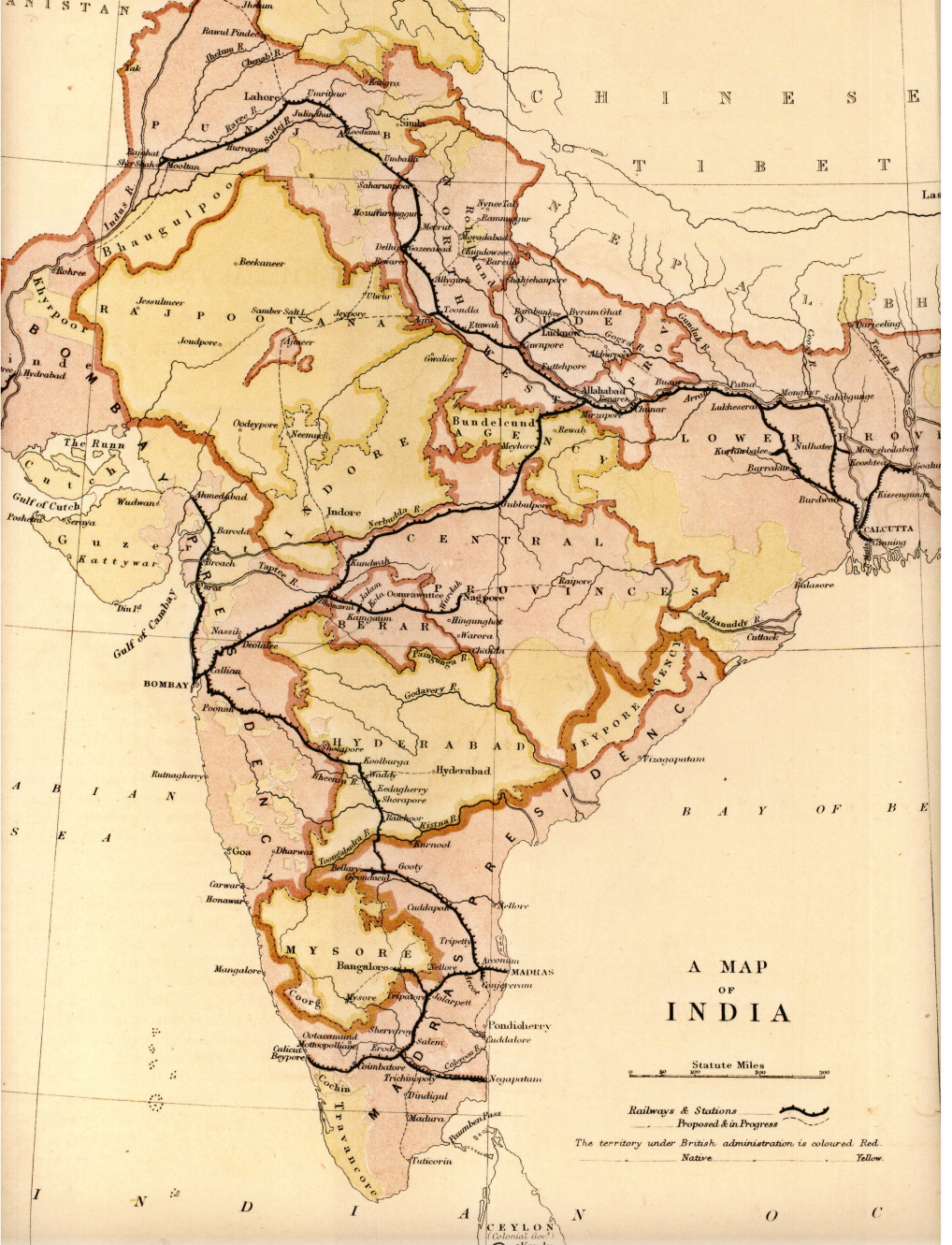
Bản đồ đường sắt của Ấn Độ, 1871

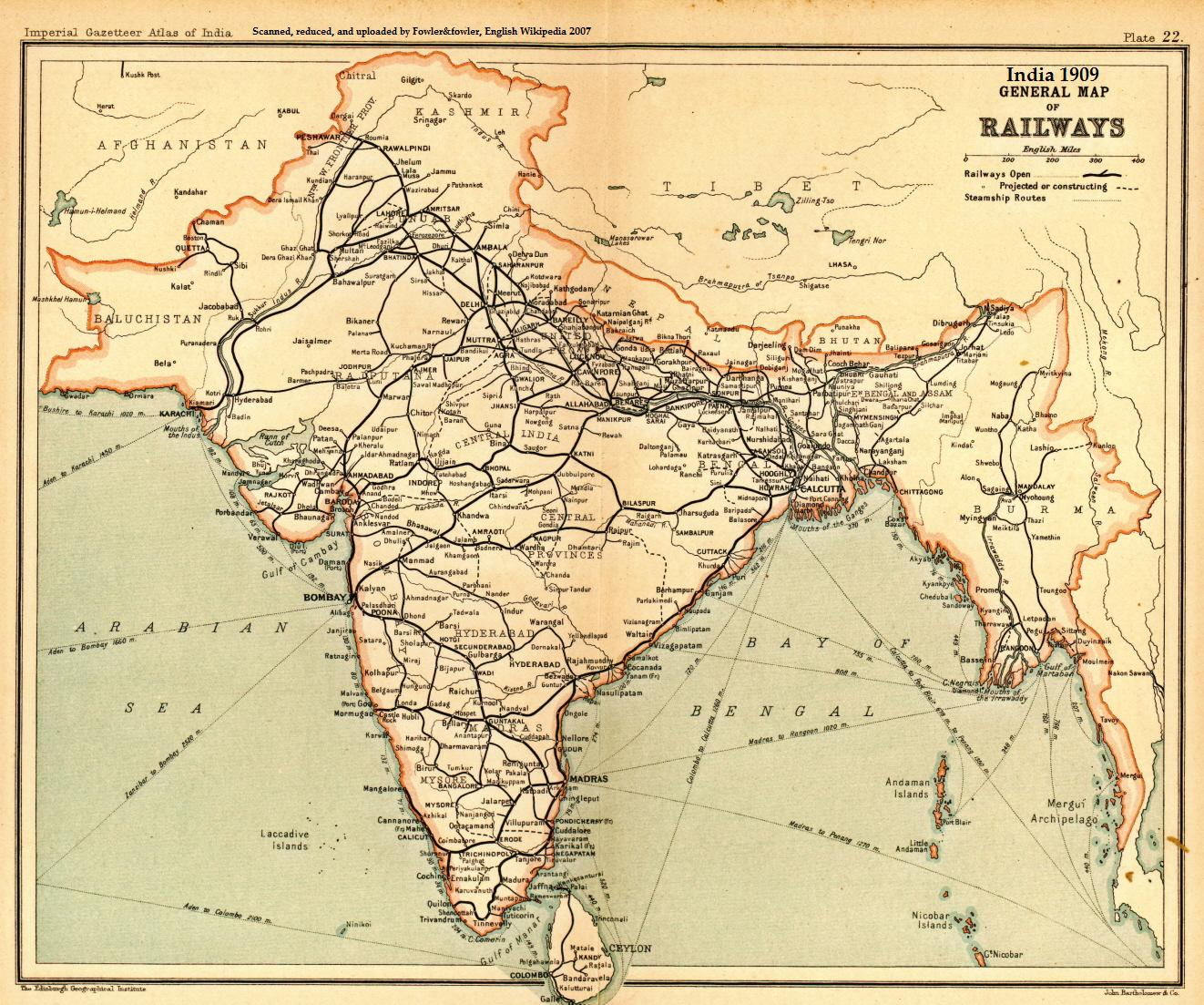
Bản đồ đường sắt của Ấn Độ, 1909

Chính quyền thực dân Anh đã xem xét việc thiết lập các hệ thống đường ray ở Ấn Độ đầu thập niên 1830. Chuyến tàu đầu tiên ở Ấn Độ chạy từ Red Hills đến cầu Chintadripet vào năm 1837. Nó được gọi là Red Hill Railway và sử dụng đầu máy hơi nước quay do William Avery sản xuất. Tuyến đường sắt được xây dựng bởi Sir Arthur Cotton và chủ yếu được sử dụng để vận chuyển đá granit cho công việc xây dựng đường bộ ở Madras. Năm 1845, Cotton đã xây dựng tuyến đường sắt xây dựng đập Godavari tại Dowleswaram tại Rajahmundry, được sử dụng để cung cấp đá để xây dựng một con đập trên Godavari. Năm 1844, Toàn quyền Ấn Độ Lord Hardinge đã cho phép các nhà kinh doanh tư nhân thiết lập các hệ thống đường sắt ở Ấn Độ. Công ty Đông Ấn đã được yêu cầu giúp đỡ các công ty đường sắt tư nhân. Trong vòng vài năm sau, các hệ thống đường ray đã được một số các nhà đầu tư tư nhân nhanh chóng thiết lập ở Ấn Độ. Năm 1851, Đường sắt Solani Aqueduct được xây dựng trong Roorkee, được kéo bởi một đầu máy hơi nước gọi là  Thomason , được đặt theo tên của một sĩ quan Anh. Nó được sử dụng để vận chuyển vật liệu xây dựng cho một aqueduct qua sông Solani. Chưa tới hai năm sau, vào ngày 16 tháng 4 năm 1853, chuyến tàu hành khách đầu tiên giữa Bori Bunder, Bombay và Thana có một độ dài 34 km đã được khánh thành, chính thức báo hiệu sự khai sinh của đường sắt vận chuyển hành khách ở Ấn Độ.
Chính quyền Anh đã khuyến khích việc thành lập các công ty đường sắt của các nhà đầu tư tư nhân bằng một kế hoạch đảm bảo lợi tức 5% mỗi năm trong những năm đầu vận hành. Mỗi khi hoàn thành, công ty này sẽ được chuyển qua cho chính quyền nhưng công ty gốc vẫn giữ quyền kiểm soát vận hành. Hệ thống này đã có chiều dài tổng cộng 14.500 km đến thời điểm năm 1880, phần lớn tỏa ra từ 3 thành phố cảng lớn là Bombay, Madras và Calcutta. Đến năm 1895, Ấn Độ đã bắt đầu lắp đặt đầu máy xe lửa của riêng mình, và năm 1896 đã phái các kỹ sư và gửi các đầu máy xe lửa để giúp xây dựng các tuyến đường sắt Uganda.